# Eugenia fleuryi
Eugenia fleuryi är en myrtenväxtart som beskrevs av Auguste Jean Baptiste Chevalier. Eugenia fleuryi ingår i släktet Eugenia och familjen myrtenväxter.
Artens utbredningsområde är Gabon. Inga underarter finns listade i Catalogue of Life.